# FINA Water Polo World League 2010 (femminile)
La World League femminile di pallanuoto 2010 è stata la 7ª edizione della manifestazione organizzata annualmente dalla FINA. La competizione si è svolta in due fasi, un turno preliminare e la Super Final che si è tenuta a La Jolla, negli Stati Uniti.
Al turno preliminare hanno partecipato 18 nazionali suddivise in tre zone geografiche: Europa/Africa, Asia/Oceania e Americhe.

## Turno di qualificazione
Le squadre partecipanti al turno preliminare sono state invitate dalla FINA, in base ai risultati ottenuti. Ciascuna zona continentale si occupa dell'organizzazione del suo torneo di qualificazione.

### Americhe
Il torneo americano è consistito in un girone unico di 4 squadre le quali si sono affrontate due volte, per un totale di sei partite ciascuna. Il torneo si è svolto a Mayagüez (Porto Rico) tra il 17 ed il 23 maggio. Le prime due classificate sono state ammesse alla fase finale.
|   | Squadra     | Pts | G | V | N | P | GF | GS | DR  |
| - | ----------- | --- | - | - | - | - | -- | -- | --- |
| 1 | Canada      | 15  | 6 | 5 | 0 | 1 | 74 | 32 | +42 |
| 2 | Stati Uniti | 15  | 6 | 5 | 0 | 1 | 70 | 46 | +24 |
| 3 | Porto Rico  | 6   | 6 | 2 | 0 | 4 | 42 | 83 | -41 |
| 4 | Brasile     | 0   | 6 | 0 | 0 | 6 | 39 | 64 | -25 |

17 maggio
| Canada  | 17 – 7  | Stati Uniti |
| Brasile | 12 – 13 | Porto Rico  |

18 maggio
| Canada     | 10 – 4 | Brasile     |
| Porto Rico | 4 – 16 | Stati Uniti |

19 maggio
| Brasile | 8 – 11 | Stati Uniti |
| Canada  | 15 – 5 | Porto Rico  |

21 maggio
| Stati Uniti | 10 – 6 | Canada  |
| Porto Rico  | 10 – 8 | Brasile |

22 maggio
| Brasile     | 5 – 11 | Canada     |
| Stati Uniti | 17 – 9 | Porto Rico |

23 maggio
| Stati Uniti | 9 – 2  | Brasile |
| Porto Rico  | 1 – 15 | Canada  |

### Asia/Oceania
Anche il torneo asiatico-oceaniano si è giocato con la formula del girone unico di 4 squadre le quali si sono affrontate due volte, per un totale di sei partite ciascuna. Le partite dell'andata si sono svolte ad Osaka (Giappone) tra il 21 ed il 23 maggio, mentre quelle di ritorno a Guangdong (Cina) tra il 26 ed il 28 maggio. Le prime due classificate sono state ammesse alla fase finale.
|   | Squadra    | Pts | G | V | N | P | GF | GS | DR  |
| - | ---------- | --- | - | - | - | - | -- | -- | --- |
| 1 | Australia  | 15  | 6 | 5 | 0 | 1 | 84 | 43 | +41 |
| 2 | Cina       | 15  | 6 | 5 | 0 | 1 | 73 | 44 | +29 |
| 3 | Kazakistan | 6   | 6 | 2 | 0 | 4 | 52 | 80 | -28 |
| 4 | Giappone   | 0   | 6 | 0 | 0 | 6 | 42 | 84 | -42 |

- Torneo di Osaka

21 maggio
| Australia | 17 – 5 | Giappone   |
| Cina      | 18 – 4 | Kazakistan |

22 maggio
| Australia | 14 – 9 | Kazakistan |
| Cina      | 13 – 5 | Giappone   |

23 maggio
| Cina       | 13 – 12 | Australia |
| Kazakistan | 13 – 12 | Giappone  |

- Torneo di Guangdong

26 maggio
| Australia  | 10 – 5 | Cina     |
| Kazakistan | 13 – 9 | Giappone |

27 maggio
| Australia | 14 – 8 | Kazakistan |
| Cina      | 12 – 7 | Giappone   |

28 maggio
| Australia | 16 – 4 | Giappone   |
| Cina      | 13 – 5 | Kazakistan |

- Torneo di Osaka

21 maggio
| Australia | 17 – 5 | Giappone   |
| Cina      | 18 – 4 | Kazakistan |

22 maggio
| Australia | 14 – 9 | Kazakistan |
| Cina      | 13 – 5 | Giappone   |

23 maggio
| Cina       | 13 – 12 | Australia |
| Kazakistan | 13 – 12 | Giappone  |

### Europa/Africa
Il torneo europeo, a cui ha partecipato anche la squadra sudafricana, è stato disputato complessivamente tra il 9 ed il 20 giugno. Le 10 squadre invitate sono state suddivise in due gruppi composti da cinque squadre ciascuno, dove ogni squadra ha affrontato le altre incluse nel proprio gruppo per due volte. Il Gruppo A ha disputato le partite di andata ad Atene (Grecia) e quelle di ritorno a Nancy (Francia), mentre il Gruppo B rispettivamente a Budapest (Ungheria) e Messina (Italia). Le prime due classificate di ciascun gruppo sono state ammesse alle finali.

#### Gruppo A
|   | Squadra     | Pts | G | V | N | P | GF | GS | DR  |
| - | ----------- | --- | - | - | - | - | -- | -- | --- |
| 1 | Grecia      | 11  | 4 | 3 | 1 | 0 | 65 | 34 | +31 |
| 2 | Paesi Bassi | 9   | 4 | 3 | 0 | 1 | 65 | 32 | +33 |
| 3 | Spagna      | 7   | 4 | 2 | 1 | 1 | 56 | 39 | +17 |
| 4 | Francia     | 3   | 4 | 1 | 0 | 3 | 28 | 48 | -20 |
| 5 | Sudafrica   | 0   | 4 | 0 | 0 | 4 | 18 | 77 | -59 |

- Torneo di Atene

10 giugno
| Paesi Bassi | 14 – 11 | Spagna  |
| Grecia      | 15 – 8  | Francia |

11 giugno
| Sudafrica | 6 – 11  | Francia     |
| Grecia    | 12 – 11 | Paesi Bassi |

12 giugno
| Paesi Bassi | 17 – 4 | Francia   |
| Sudafrica   | 4 – 21 | Spagna    |
| Spagna      | 10 – 5 | Francia   |
| Grecia      | 22 – 3 | Sudafrica |

13 giugno
| Paesi Bassi | 23 – 5           | Sudafrica |
| Grecia      | 11 – 11 16-14dtr | Spagna    |

#### Gruppo B
|   | Squadra       | Pts | G | V | N | P | GF  | GS  | DR  |
| - | ------------- | --- | - | - | - | - | --- | --- | --- |
| 1 | Russia        | 21  | 8 | 7 | 0 | 1 | 121 | 72  | +49 |
| 2 | Ungheria      | 17  | 8 | 5 | 1 | 2 | 117 | 73  | +44 |
| 3 | Germania      | 10  | 8 | 3 | 1 | 4 | 84  | 98  | -14 |
| 4 | Italia        | 6   | 8 | 2 | 0 | 6 | 70  | 93  | -23 |
| 5 | Gran Bretagna | 6   | 8 | 2 | 0 | 6 | 55  | 111 | -56 |

- Torneo di Budapest

9 giugno
| Russia | 22 – 11 | Germania      |
| Italia | 7 – 8   | Gran Bretagna |

10 giugno
| Italia   | 6 – 12 | Germania      |
| Ungheria | 25 – 4 | Gran Bretagna |

11 giugno
| Italia   | 4 – 11       | Russia   |
| Ungheria | 6 – 6 9-6dtr | Germania |

12 giugno
| Russia   | 17 – 7 | Gran Bretagna |
| Ungheria | 13 – 9 | Italia        |

13 giugno
| Germania | 6 – 4   | Gran Bretagna |
| Ungheria | 12 – 13 | Russia        |

- Torneo di Messina

16 giugno
| Russia | 20 – 9  | Gran Bretagna |
| Italia | 16 – 20 | Germania      |

17 giugno
| Ungheria | 20 – 8 | Gran Bretagna |
| Germania | 9 – 18 | Russia        |

18 giugno
| Germania | 7 – 8  | Gran Bretagna |
| Italia   | 9 – 13 | Ungheria      |

19 giugno
| Russia        | 11 – 10 | Ungheria |
| Gran Bretagna | 7 – 9   | Italia   |

20 giugno
| Ungheria | 15 – 13 | Germania |
| Italia   | 10 – 9  | Russia   |

## Super Final
Le 8 squadre qualificate alla fase finale sono state suddivise in due gruppi da quattro squadre ciascuna. Ogni squadra ha affrontato le altre del proprio girone una sola volta, per un totale di 3 partite per squadra. Tale turno è servito esclusivamente per determinare gli accoppiamenti dei successivi quarti di finale, dove la prima di un girone ha affrontato la quarta dell'altro, mentre seconde e terze si sono incrociate alla stessa maniera. Il pareggio non era contemplato: in caso di parità si è proceduto ai tiri di rigore, al termine dei quali sono stati assegnati 2 punti alla squadra vincitrice e 1 alla squadra sconfitta.

### Fase preliminare

#### Gruppo A
|   | Squadra     | Pts | G | V | N | P | GF | GS | DR |
| - | ----------- | --- | - | - | - | - | -- | -- | -- |
| 1 | Cina        | 6   | 3 | 2 | 0 | 1 | 21 | 20 | +1 |
| 2 | Ungheria    | 5   | 3 | 1 | 1 | 1 | 35 | 32 | +3 |
| 3 | Paesi Bassi | 4   | 3 | 1 | 1 | 1 | 31 | 31 | 0  |
| 4 | Spagna      | 3   | 3 | 1 | 0 | 2 | 24 | 28 | -4 |

28 giugno
| Paesi Bassi | 5 – 7  | Cina     |
| Canada      | 11 – 9 | Ungheria |

29 giugno
| Canada      | 4 – 7         | Cina     |
| Paesi Bassi | 8 – 8 (6 - 7) | Ungheria |

30 giugno
| Paesi Bassi | 12 – 9 | Canada   |
| Cina        | 7 – 19 | Ungheria |

#### Gruppo B
|   | Squadra     | Pts | G | V | N | P | GF | GS | DR |
| - | ----------- | --- | - | - | - | - | -- | -- | -- |
| 1 | Stati Uniti | 8   | 3 | 2 | 1 | 0 | 38 | 32 | +6 |
| 2 | Australia   | 7   | 3 | 2 | 1 | 0 | 33 | 28 | +5 |
| 3 | Grecia      | 2   | 3 | 0 | 1 | 2 | 31 | 33 | -2 |
| 4 | Russia      | 1   | 3 | 0 | 1 | 2 | 32 | 41 | -9 |

28 giugno
| Australia | 12 – 8 | Russia      |
| Grecia    | 9 – 11 | Stati Uniti |

29 giugno
| Grecia    | 13 – 13 (4 - 2) | Russia      |
| Australia | 12 – 12 (2 - 3) | Stati Uniti |

30 giugno
| Grecia      | 5 – 7  | Australia |
| Stati Uniti | 12 – 9 | Russia    |

### Fase finale

#### Quarti di finale
| Ungheria    | 11 – 11 (2 - 3) | Grecia    |
| Paesi Bassi | 7 – 10          | Australia |
| Cina        | 6 – 10          | Russia    |
| Stati Uniti | 7 – 4           | Canada    |

#### Gare 1º-4º posto
|  | Semifinali  | Semifinali  | Semifinali  |             |           | Finale          | Finale          | Finale          |  |
|  |             |             |             |             |           |                 |                 |                 |  |
|  | Australia   | Australia   | 8           |             |           |                 |                 |                 |  |
|  | Australia   | Australia   | 8           |             |           |                 |                 |                 |  |
|  | Russia      | Russia      | 7           |             |           |                 |                 |                 |  |
|  | Russia      | Russia      | 7           |             | Australia | Australia       | 7 (4)           |                 |  |
|  |             |             |             |             | Australia | Australia       | 7 (4)           |                 |  |
|  |             |             | Stati Uniti | Stati Uniti | 7 (5)     |                 |                 |                 |  |
|  | Grecia      | Grecia      | Stati Uniti | Stati Uniti | 7 (5)     | 7               |                 |                 |  |
|  | Grecia      | Grecia      |             |             |           | 7               |                 |                 |  |
|  | Stati Uniti | Stati Uniti | 9           |             |           | Finale 3º posto | Finale 3º posto | Finale 3º posto |  |
|  | Stati Uniti | Stati Uniti | 9           |             |           |                 |                 |                 |  |
|  |             |             |             |             |           |                 |                 |                 |  |
|  |             |             |             |             |           | Russia          | Russia          | 5 (2)           |  |
|  |             |             |             |             |           | Russia          | Russia          | 5 (2)           |  |
|  |             |             |             |             |           | Grecia          | Grecia          | 5 (3)           |  |

#### Gare 5º-8º posto
|  | Semifinali  | Semifinali  | Semifinali |      |          | 5º-6º posto | 5º-6º posto | 5º-6º posto |  |
|  |             |             |            |      |          |             |             |             |  |
|  | Ungheria    | Ungheria    | 11         |      |          |             |             |             |  |
|  | Ungheria    | Ungheria    | 11         |      |          |             |             |             |  |
|  | Canada      | Canada      | 9          |      |          |             |             |             |  |
|  | Canada      | Canada      | 9          |      | Ungheria | Ungheria    | 7           |             |  |
|  |             |             |            |      | Ungheria | Ungheria    | 7           |             |  |
|  |             |             | Cina       | Cina | 8        |             |             |             |  |
|  | Paesi Bassi | Paesi Bassi | Cina       | Cina | 8        | 10          |             |             |  |
|  | Paesi Bassi | Paesi Bassi |            |      |          | 10          |             |             |  |
|  | Cina        | Cina        | 13         |      |          | 7º-8º posto | 7º-8º posto | 7º-8º posto |  |
|  | Cina        | Cina        | 13         |      |          |             |             |             |  |
|  |             |             |            |      |          |             |             |             |  |
|  |             |             |            |      |          | Canada      | Canada      | 6           |  |
|  |             |             |            |      |          | Canada      | Canada      | 6           |  |
|  |             |             |            |      |          | Paesi Bassi | Paesi Bassi | 8           |  |

## Classifica finale
| Pos. | Squadra     |
| ---- | ----------- |
|      | Stati Uniti |
|      | Australia   |
|      | Grecia      |
| 4    | Russia      |
| 5    | Cina        |
| 6    | Ungheria    |
| 7    | Paesi Bassi |
| 8    | Canada      |

## Fonti
- (EN) Pagina sul sito ufficiale della FINA, su fina.org (archiviato dall'url originale il 6 dicembre 2013).